# Брумс-Айленд (Меріленд)
Брумс-Айленд (англ. Broomes Island) — переписна місцевість (CDP) в США, в окрузі Калверт штату Меріленд. Населення — 379 осіб (2020).

## Географія
Брумс-Айленд розташований за координатами 38°24′58″ пн. ш. 76°32′54″ зх. д. / 38.41611° пн. ш. 76.54833° зх. д. (38.416231, -76.548347).  За даними Бюро перепису населення США в 2010 році переписна місцевість мала площу 1,91 км², з яких 1,88 км² — суходіл та 0,02 км² — водойми.

## Демографія
Згідно з переписом 2010 року, у переписній місцевості мешкало 405 осіб у 156 домогосподарствах у складі 114 родин. Густота населення становила 213 особи/км².  Було 204 помешкання (107/км²).
Расовий склад населення:
| - 87,4 % — білих - 7,9 % — чорних або афроамериканців - 0,7 % — азіатів - 0,5 % — корінних американців - 0,2 % — вихідців з тихоокеанських островів |

До двох чи більше рас належало 3,2 %. Частка іспаномовних становила 0,5 % від усіх жителів.
За віковим діапазоном населення розподілялося таким чином: 21,7 % — особи молодші 18 років, 60,3 % — особи у віці 18—64 років, 18,0 % — особи у віці 65 років та старші. Медіана віку мешканця становила 42,4 року. На 100 осіб жіночої статі у переписній місцевості припадало 107,7 чоловіків;  на 100 жінок у віці від 18 років та старших — 111,3 чоловіків також старших 18 років.
Середній дохід на одне домашнє господарство  становив 143 432 долари США (медіана — 167 614), а середній дохід на одну сім'ю — 143 432 долари (медіана — 167 614). 
Цивільне працевлаштоване населення становило 237 осіб. Основні галузі зайнятості: освіта, охорона здоров'я та соціальна допомога — 33,8 %, фінанси, страхування та нерухомість — 20,3 %, публічна адміністрація — 12,2 %, виробництво — 5,9 %.